# Cristina Boner
Maria Cristina Boner Leo (Ribeirão Preto, 8 de dezembro de 1961) é professora brasileira, ex-funcionária pública e empreendedora. Fundou o Grupo TBA em 1992, criou em 2004 a ONG Associação das Mulheres Empreendedoras (AME) e, em 23 de junho de 2009, junto a Maria da Penha, criou o Projeto Maria da Penha. É uma das poucas líderes femininas na área de tecnologia. É responsável pela transformação digital no Brasil.

## Biografia
A história dela no mercado de Tecnologia da Informação começou em 1989, quando se formou como Bacharel em Processamento de Dados pela Universidade Católica de Brasília.  Fez pós-gradução em Banco de Dados e foi professora titular do curso de Tecnologia da Informação na UCB, alternando sua experiência acadêmica com a experiência profissional nas diversas atividades e cargos que ocupou em grandes empresas, como Pão de Açúcar, CNPq e Serpro.
Seu currículo escolar coleciona dezenas de premiações de reconhecimento, como medalhas de honra ao mérito, desde o curso primário até o universitário. Acumulou menções de melhor aluna e melhor líder acadêmica, dentre outras, e como destaque de reconhecimento acadêmico, teve seu projeto final de formação de curso superior avaliado pela bancada oficial com nota máxima em todos os itens. Esse acontecimento foi inédito na história do Curso Superior de Processamento de Dados da Universidade Católica. [carece de fontes?]
Como grande incentivadora de novas técnicas para o aumento da produtividade pessoal, Cristina foi pioneira no estudo das soluções Microsoft já em 1990 e, como professora universitária, conseguiu acesso aos programas da Microsoft Corporation nos EUA para estudo e pesquisa antes mesmo dos softwares estarem disponíveis no mercado brasileiro. Num ambiente de pesquisa, que envolveu professores e alunos, Cristina Boner tornou-se detentora de notoriedade nos softwares produzidos pela Microsoft antes mesmo do lançamento do Sistema Operacional Windows para computadores pessoais. Até a chegada do Windows da Microsoft, o mercado era dominado pelos computadores de grande porte produzidos pela IBM e os custos de tecnologia eram altíssimos, portanto não havia a democratização da informação como existe nos dias de hoje. [carece de fontes?]
Foi neste contexto, munida de determinação, conhecimento técnico-acadêmico e poucos recursos financeiros, que em 1992, ela deu o passo inicial para a criação de um dos maiores conglomerados de TI do Brasil. Neste ano, foi criada a TBA Informática, em uma pequena loja de 40 m². No princípio da criação de sua empresa, Cristina foi incansável na busca de soluções mais acessíveis para os clientes e enfrentou uma quebra de paradigma para que o mercado pudesse ter uma alternativa ao monopólio dos grandes computadores da IBM e da Unisys. Trabalhavam com ela apenas três dos seus melhores alunos, juntamente com um vendedor. A aposta foi formatar e levar ao mercado corporativo uma proposta nova, baseada em softwares da Microsoft que, naquela época, era conhecida apenas por oferecer entretenimento e jogos eletrônicos. [carece de fontes?]
A oferta corporativa foi baseada num produto novo da Microsoft, o Windows for Workgroups. Esse produto permitia ligar um computador ao outro criando assim uma rede corporativa entre 18 usuários simultaneamente conectados entre si. O resultado foi espetacular e promoveu assim o início de uma verdadeira revolução da computação corporativa e pessoal mundial. [carece de fontes?]
Neste cenário de oportunidades, a Microsoft viu em Cristina Boner, uma aliada estratégica e evangelizadora para conduzir comercialmente as ofertas de seus softwares no Brasil. E, como Cristina Boner residia e trabalhava em Brasília, as ofertas corporativas da Microsoft passariam a ser apresentadas ao Governo Federal. Assim, a Microsoft Corporation, estabelecida em Seattle/WA-USA, credenciou a TBA Informática como sua primeira representante no Brasil no final 1993, muito antes de ser lançado o Windows 95. O sucesso desta parceria começou a ganhar novas proporções em 1994, ano em que a TBA foi eleita o maior parceiro da Microsoft na América Latina. A partir de uma disputa mundial, envolvendo cerca de 15 mil empresas, a TBA Informática foi eleita vencedora e o prêmio foi pessoalmente entregue por Bill Gates à Cristina Boner. [carece de fontes?]
Durante mais de 20 anos de sucesso no mercado de tecnologia, Cristina Boner é uma das maiores referências de empreendedorismo feminino e sensibilidade humana. Com a transformação do mercado de Tecnologia da informação apostou no Metaverso como a próxima evolução da web e das plataformas de mídia sociais. A sua sensibilidade humana é ponto chave da contínua inovação de suas empresas que contribui para a evolução e entendimento de como será o funcionamento desta nova realidade de mercado. 

## Acusações no Mensalão do DEM
Em fins de 2009, veio à lume informações de um esquema de corrupção conhecido popularmente como Mensalão do DEM, por envolver diversos políticos do partido Democratas no Distrito Federal. Os dados foram obtidos pela Operação Caixa de Pandora, deflagrada pela Polícia Federal, em conjunto com depoimentos de Durval Barbosa, cuja cooperação visava a delação premiada. Segundo inquérito da Polícia Federal, o ex-governador do Distrito Federal José Roberto Arruda pagava propina a deputados da Câmara Distrital em troca de apoio, em esquema similar ao que ficou conhecido como Mensalão.
As acusações sobre Cristina, mencionam que no de 2011, vídeo gravado secretamente por Barbosa em que este supostamente negocia com Cristina Boner o pagamento de propina a deputados distritais. As imagens revelam que a TBA
, empresa de Boner, receberia contrato de informática de R$9,8 milhões como compensação pela doação de R$1 milhão ao caixa de propinas. A TBA é suspeita de ter patrocinado o esquema do Mensalão do GDF em troca de contratos com o governo.  Até então, esse vídeo era mantido em sigilo pelo Ministério Público Federal. Advogados de Boner alegam que as imagens foram manipuladas e conseguiram bloquear a exibição do vídeo.
Em 2012, Cristina Boner foi acusada pelo então procurador-geral da República, Roberto Gurgel, de corrupção ativa e lavagem de dinheiro.
Em 2020, o Ministério Público pediu que a condenação da empresária por corrupção ativa, além de pagar R$ 43 milhões de reparação aos cofres públicos. A empresa Globalweb Outsourcing presta serviços de informática e tecnologia da informação a diferentes órgãos da administração federal, como o BNDES e o Ministério da Educação. 
Boner foi absolvida.